# Tvåtåig ålsalamander
Tvåtåig ålsalamander  (Amphiuma means) är ett stjärtgroddjur i familjen ålsalamandrar som finns i sydöstra USA.

## Utseende
Arten har en långsträckt, ålliknande kroppsform med fyra mycket små ben med två tår på varje. Den har en gälspringa på varje sida av huvudet, men andas trots det med lungor. Färgen är mörkbrun till svart på ovansidan, och mörkgrå på buksidan. Ögonen saknar ögonlock. Längden varierar mellan 37 och 76 cm, i undantagsfall upp mot 1 meter. Den tvåtåiga ålsalamandern kan i och för sig skiljas från sina två släktingar genom att Amphiuma pholeter bara har en tå på varje fot, och Amphiuma tridactylum har tre, men då fötterna är ytterst små är det ett dåligt fältkännetecken. Bättre då är storleken, den tvåtåiga ålsalamandern är den största arten i sin familj; de två övriga arterna når knappast över 30 cm.

## Utbredning
Den tvåtåiga ålsalamandern finns längs USA:s sydöst- och sydkust från sydöstra Virginia till Florida och östra Louisiana.

## Vanor
Den tvåtåiga ålsalamandern är som alla andra ålsalamandrar vattenlevande, men just den här arten kan även tillfälligtvis vistas på land under fuktig väderlek. Normalt lever den emellertid i grunda vattensamlingar med tät växtlighet, som träsk (exempelvis Everglades i Florida), bäckar, bevattningskanaler, diken, dammar och sjöar. Arten är nattaktiv, och gömmer sig under dagen i övergivna bon av vattenlevande däggdjur och kräftor. Dieten är mångsidig och omfattar kräftor, insekter, spindlar, blötdjur, andra amfibier, även av den egna arten, ödlor, ormar, mindre sköldpaddor samt fisk. Arten har en kraftig tandbeväpning, som även tjänar som försvar. Den maximala konstaterade åldern i fångenskap är 27 år (London Zoo); uppgifter från frilevande djur saknas.

### Fortplantning
Litet data om djurets fortplantning finns; leken äger rum på våren, då hanens testiklar förstoras och hans kloak svullnar. Djuren leker sannolikt i vatten, och har inre befruktning likt de flesta stjärtgroddjur. Äggen läggs däremot vanligtvis på land i form av långa strängar. Äggläggningen sker i fuktiga miljöer nära vatten, dit de nykläckta larverna beger sig. Tiden tills äggen kläcks är lång. Perioder på 5 månader har konstaterats. Honorna förefaller bevaka äggen. De nykläckta larverna har tre vita, borstiga yttre gälar på varje sida, som emellertid snart tillbakabildas. De förvandlas snabbt, varvid flera egenskaper typiska för larver behålles, som avsaknaden av ögonlock och en av gälspringorna. Könsmognad inträffar vid omkring 3 års ålder för hanar, 4 år för honor.